# Gary Spielbuehler
Gary Michael Spielbuehler (* 23. August 1950) ist ein US-amerikanischer Footballtrainer.

## Leben
Ab 1975 war er Footballtrainer an der Herbert Hoover High School in Glendale im US-Bundesstaat Kalifornien. Von 1977 bis 1988 war Spielbuehler am Glendale Community College Assistenztrainer und in diesem Amt für die Betreuung der Verteidigungsspieler, die Linebacker sowie das Krafttraining der Spieler zuständig. 1988 wechselte er in den Trainerstab der California State University, Fullerton und übernahm wie am Glendale Community College die Aufgabe der Betreuung der Verteidigung. Dort blieb er bis März 1991 tätig. Er arbeitete von 1995 bis 1999 ebenfalls in Kalifornien am Citrus College.
1999 war er in Deutschland bei den Cologne Crocodiles beschäftigt und betreute als Koordinator die Verteidigung der Kölner, ehe er noch im selben Jahr in den Trainerstab der University of La Verne (Kalifornien) wechselte. Anschließend war er bis Herbst 2002 Cheftrainer des deutschen Zweitligisten Magdeburg Virgin Guards. Zur Saison 2003 kehrte er zu den Cologne Crocodiles zurück, diesmal als Cheftrainer. Ab 2005 war Spielbuehler bei den Braunschweig Lions als Verteidigungskoordinator tätig. In dieser Funktion wurde er an der Seite von Cheftrainer Kent Anderson mit den Niedersachsen 2005 sowie 2006 deutscher Meister. In der Saison 2007 betreute er die Braunschweiger Mannschaft als Cheftrainer und führte sie diesmal hauptverantwortlich zum Gewinn des abermaligen deutschen Meistertitels, Ende des Jahres 2007 kam es zur Trennung.
2008 war er Cheftrainer der Stuttgart Scorpions, im Dezember 2008 wurde Spielbuehler als neuer Cheftrainer der Dresden Monarchs vorgestellt. 2010 und 2012 erreichten die Sachsen unter Spielbuehlers Leitung das Halbfinale in der GFL, 2013 wurde Dresden deutscher Vizemeister, im Anschluss an die 2013er Saison endete seine Amtszeit. Unter Spielbuehler erlebte die Dresdner Mannschaft laut Verein die bis dahin „fünf erfolgreichsten Jahre“. Nachdem der US-Amerikaner bei den Leverkusen Tornados gearbeitet hatte und dann wegen einer Rückenoperation eine Pause einlegen musste, wurde Spielbuehler im Laufe der Saison 2017 als Assistenztrainer des Zweitligisten Düsseldorf Panther wieder im Footballgeschäft tätig, im Frühjahr 2018 endete die Zusammenarbeit.